# Sémillon

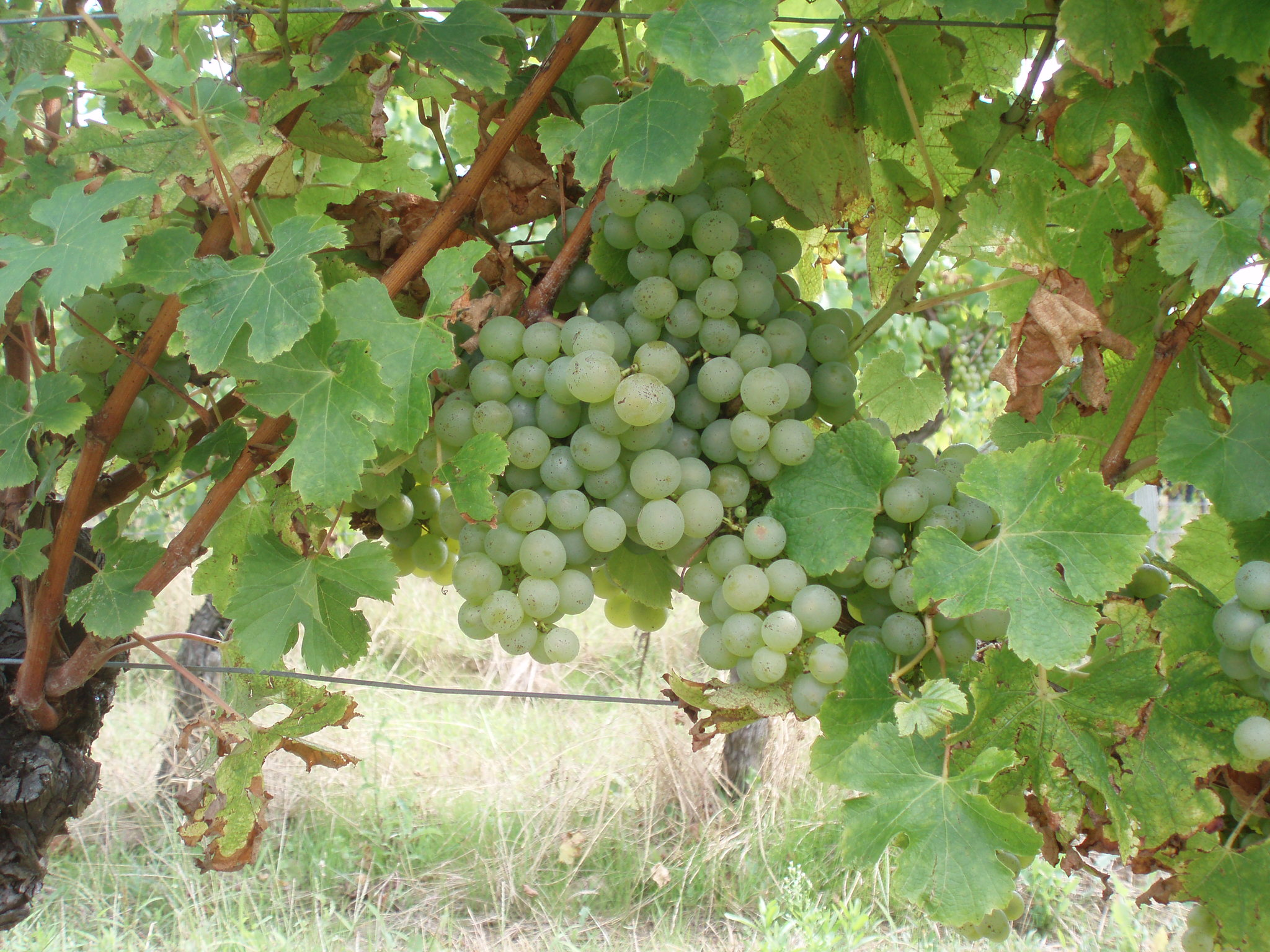
Keř odrůdy Sémillon, Bordeaux, počátek září

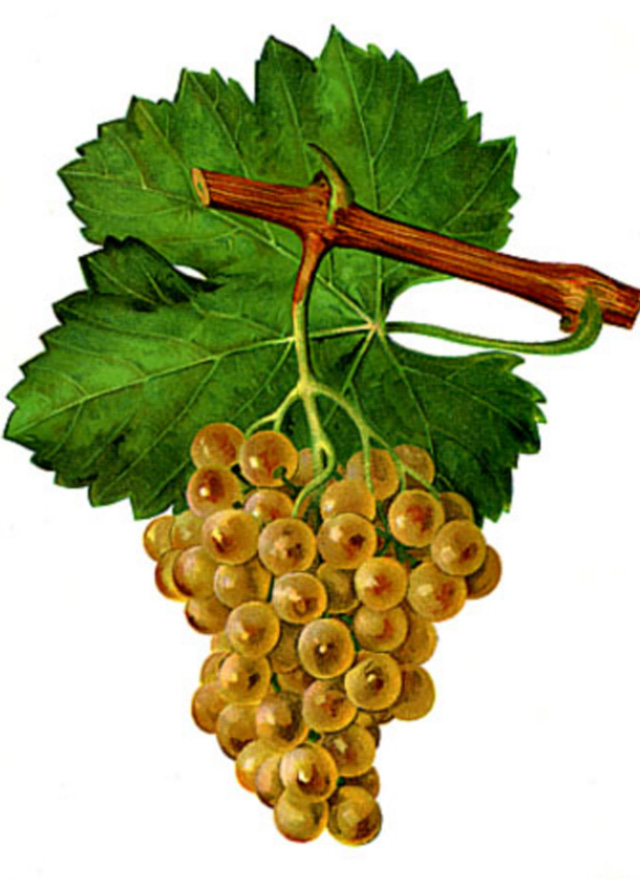
Sémillon, ilustrace z knihy Ampélographie, Viala et Vermorel

Sémillon je starobylá, středně pozdní moštová odrůda révy vinné (Vitis vinifera), používaná k výrobě bílých vín. Pochází z Francie, pravděpodobně z regionu Bordeaux, z údolí řeky Gironde. Rodičovské odrůdy nejsou známy.
Klasickou odrůdu proslavila především ušlechtilá, sladká botrytická vína, produkovaná zejména ve francouzských vinařských apelacích AOC Sauternes (proslulé je Château d'Yquem) a Barsac.

## Popis

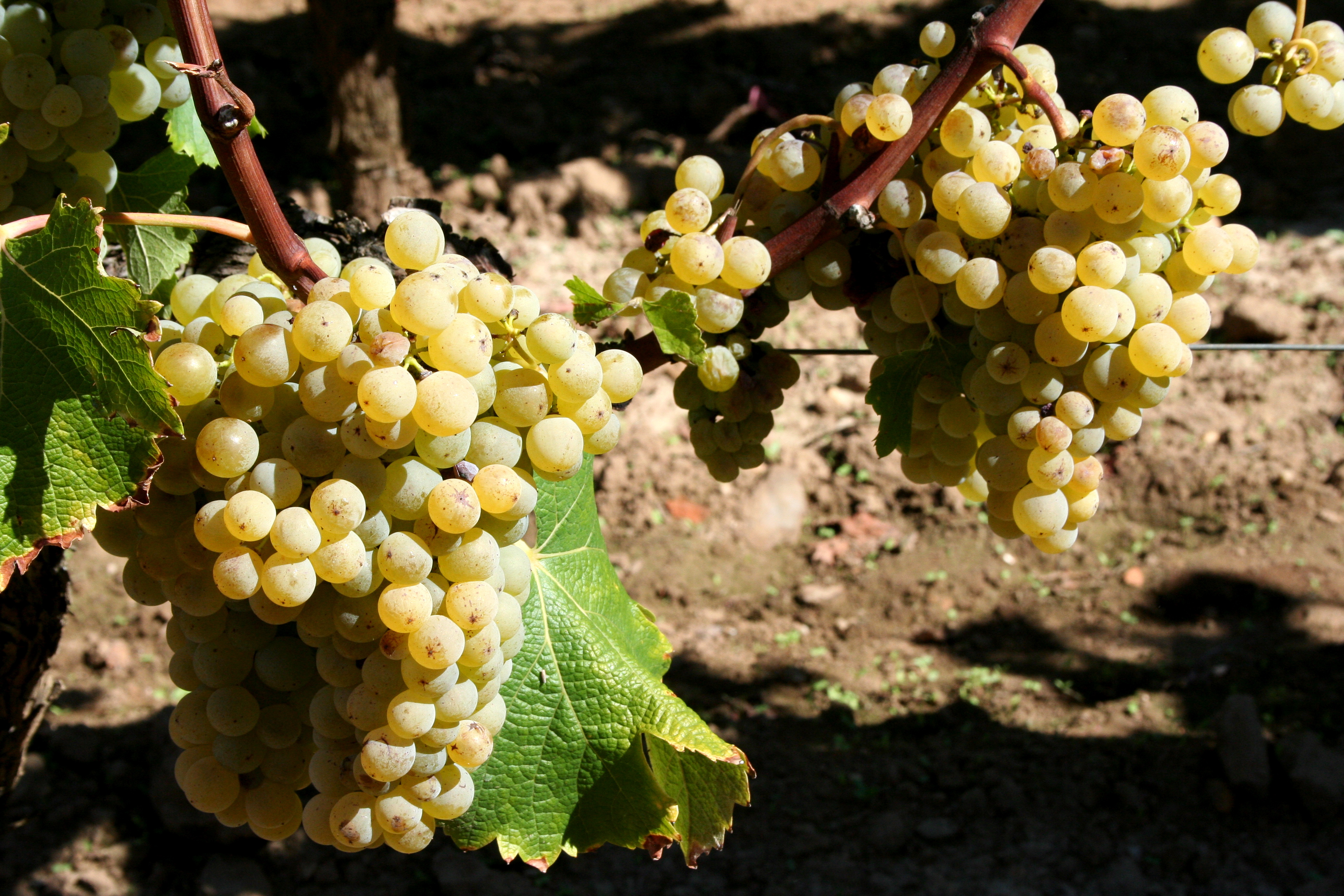
Zralé hrozny odrůdy Sémillon, Château Doisy-Védrines, Barsac

Réva vinná (Vitis vinifera) odrůda Sémillon je jednodomá dřevitá pnoucí liána dorůstající v kultuře až několika metrů. Kmen tloušťky až několik centimetrů je pokryt světlou borkou, která se loupe v pruzích. Úponky révy jsou středně dlouhé, umožňují této rostlině pnout se po pevných předmětech. Růst je středně bujný až bujný s polovzpřímenými letorosty. Vrcholky letorostů jsou otevřené, velmi silně bíle vlnatě až plstnatě ochmýřené, průměrně zabarvené antokyaniny, zelenkavé s jemným červenavým nádechem. Internodia a nodia jsou zelená, na osluněné straně nodií jsou červené proužky, pupeny jsou slabě zabarvené antokyaniny. Mladé lístky jsou zelenožluté, bronzově skvrnité, takřka bez zabarvení antokyaniny, středně silně až silně bíle vlnatě ochmýřené. Jednoleté réví je eliptického průřezu, rýhované, tmavohnědé.
List je středně velký až velký, okrouhlý až oválný, čepel je ve tvaru trychtýře se zvlněnými okraji, světle zelená, síťovitá, hladká až průměrně puchýřnatá, tří- až pětilaločnatá se středně hlubokými, uzavřenými až překrytými horními výkroji s oblým dnem, okraj listu je tupě, středně široce, trojúhelníkovitě zoubkovaný, rub listu je slabě až středně silně plstnatý. Řapíkový výkroj je široce otevřený až otevřený, ve tvaru široké „U“ s oblým dnem, klínovitý až lyrovitý se zaostřeným dnem (ve tvaru „UV“), řapík je středně dlouhý, stejně dlouhý, jako medián listu, narůžovělý, žilnatina listu je takřka bez pigmentace antokyaniny.
Oboupohlavní květy v hroznovitých květenstvích jsou pětičetné, žlutozelené, samosprašné. Plodem je malá až středně velká (15 mm), okrouhlá, poměrně silně bíle ojíněná, žlutozelená až zlatožlutá bobule, při plném vyzrání s růžovým nádechem, na osluněné straně často s hnědými skvrnkami. Bobule jsou nejednotné velikosti, jednotné barvy. Slupka je tenká, ale dosti pevná, dužina je středně pevná až rozplývavá, šťavnatá, mírně aromatická, jemně muškátové chuti s travnatým tónem. Stopečky bobulí jsou středně dlouhé, obtížně oddělitelné. Hrozen je středně velký (140 g), válcovitě-kuželovitý s křidélky, středně hustý až hustý, kompaktní, stopka je středně dlouhá, slabě lignifikovaná.

## Původ a rozšíření
Sémillon je starobylá moštová odrůda vinné révy (Vitis vinifera). Pochází pravděpodobně z francouzského regionu Bordeaux, z údolí řeky Gironde. Rodičovské odrůdy nejsou známy.
Ve Francii byla odrůda roku 2011 pěstována na 11 .489 hektarech vinic v sedmi klonech, ale osazené plochy mají setrvale klesající tendenci, ještě roku 1958 zde byla vysazena na 35 .993 hektarech. Situace došla tak daleko, že ve školkách byl pěstován nedostatečný počet sazenic a kvalita klonů upadala, což by v budoucnosti mohlo způsobit problémy výrobcům kvalitních vín. Roku 2008 se proto 17 výrobců vín z regionu Bordeaux, včetně takových, jakými jsou Château d'Yquem, Château Olivier, Château Suduiraut a Château La Tour Blanche, sdružilo a selektuje a pěstuje si své vlastní klony.
Odrůda je pěstována v regionu Bordeaux, kde tvoří součást sladkých vín AOC Sauternes, Barsac, Sainte Croix du Mont, Loupiac, Cérons či Cadillac, či v regionu Sud-Ouest, kde se vyrábějí sladké výběry v AOC Bergerac, Monbazillac, Montravel a Saussignac. Hrozny dále najdou uplatnění v suchých vínech AOC Entre Deux Mers, Rosette, Côtes de Gascogne, Côtes de Duras, Côtes de Blaye, Côtes de Bourg, Graves, Buzet či v šumivých vínech AOC Crémant de Bordeaux. V regionu Provence ji najdeme ve vínech AOC Côtes de Provence, Coteaux Varois en Provence, Les Baux de Provence, Coteaux d'Aix en Provence.
Ve světě bylo roku 2007 vysazeno odhadem 34 000 hektarů vinic s odrůdou Sémillon, například v Austrálii to bylo 6752 ha (poprvé zde byla vysazena roku 1820, nejčastěji je pěstována v oblastech Hunter Valley, Barossa Valley, Margaret River), v Chile 1727 ha, v Jihoafrické republice 1129 ha atd.
Sémillon najdeme mimo jiné například na Slovensku, ve starých bratislavských, svatojurských, nitranských a vrábeľských vinicích, pěstuje se zde především v chráněných polohách. Dá se předpokládat návrat do Listiny registrovaných odrůd SR.
Ve Státní odrůdové knize České republiky není odrůda zapsána. Vinařský zákon sice povoloval z této odrůdy vyrábět víno v kategorii zemských vín podle vyhlášky č. 437/2005 Sb., ale v novele vyhlášky č. 323/2004 Sb. (č. 28/2010 Sb.) již odrůda není uvedena. Na našich vinicích je spíše vzácností, i když se zatím s odrůdovými víny můžeme setkat na některých místních koštech.

## Název
Název odrůdy v sobě nese zkomolený název městečka Saint-Émilion, nacházejícího se ve vinařském regionu Bordeaux, ve správním regionu Akvitánie, v departmentu Gironde, asi 35 km severovýchodně od Bordeaux. Saint-Émilion je samozřejmě též názvem jedné z nejznámějších francouzských vinařských oblastí, proslulé dnes především červenými víny z odrůd Cabernet Franc a Merlot. Saint-Émilion zahrnuje dvě apelace AOC s vlastní klasifikací vín a další čtyři přidružené apelace.
Další, lokálně používaná synonyma odrůdy Sémillon jsou : Семильон, Сотерн (Rusko), Barnawartha Pinot (Austrálie), Blanc Doux, B. Sémillon, Boal (Portugalsko, Douro), B. no Douro, Chevrier (Dordogne), Colombar, Colombarride, Colombier, Daune Verte, Dausne, Féher Semillon, Goulon Blanc, Goulu Blanc, Greengrape (JAR), Groendruif (JAR), Gros Sémillon, Hunter River Riesling, Madeira (Austrálie), Maisois Blanc, Malaga (dep. Lot), Mancès Blanc, Mansois Blanc, Marcillac, Monsois Blanc, Petit Sémillon, Sauternes, Semijon (Bulharsko), Semilão, Semilhão, Sémilion, Sémillon Blanc, S. Chevrier, S. Crucillant, S. Féher, S. Muscat, S. Picolo, S. Roux, Semillon White, Seminon (Bulharsko), Sercial (Austrálie, mylně), Sotern, St. Emillion, Wynedruif či Wyndruif (JAR).

## Příbuzné odrůdy
Ve Francii bývají rozlišovány dle velikosti hroznů dvě variety odrůdy, a sice Gros Sémillon a Petit Sémillon. Dále je ve Francii a místy i jinde pěstována odrůda Sémillon Rosé, která je mutací odrůdy Sémillon. V katalogu odrůd VIVC je uvedena ještě modrá odrůda Sémillon á Bois Noir, která má též pocházet z Francie, v literatuře o ní prakticky nejsou zmínky, Bois Noir je název jednoho z mnoha francouzských „chateau“.

## Pěstování

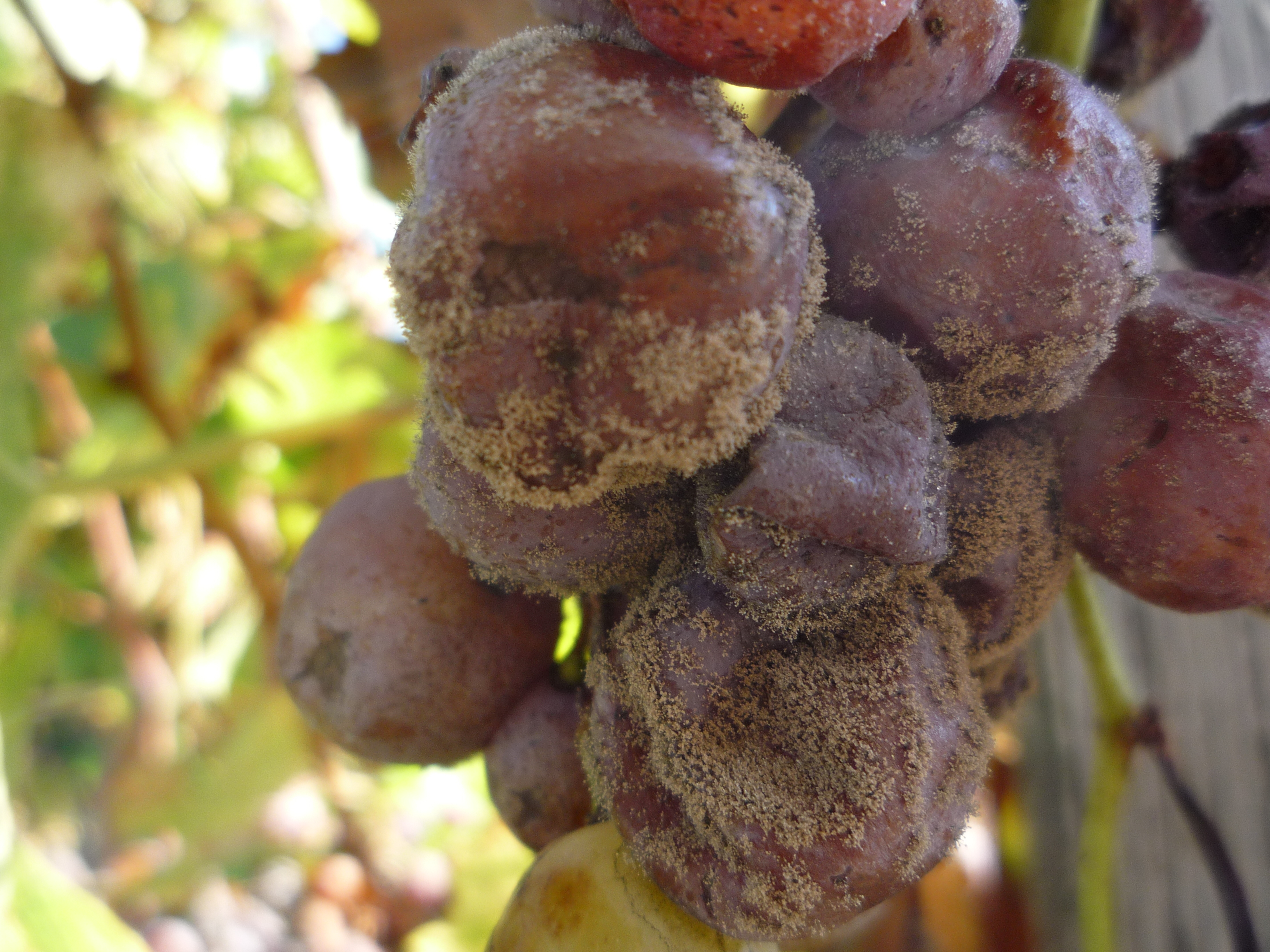
Sémillon, hrozny, napadené ušlechtilou plísní Botrytis cinerea

Růst je na bohatých půdách bujný, na suchých středně bujný. Réví vyzrává na 75–85 %. Odolnost vůči zimním mrazům je podprůměrná, do −17 °C, jarním mrazům odolává dobře, bývá náchylná na přílišné oslunění hroznů (sluneční úpal), není náchylná ke sprchávání, dobře odolává suchu. Plodnost je střední, poměrně konstantní, v našich podmínkách 7–9 t/ha při cukernatosti 16–20 °NM a aciditě 8–10 g/l (ale například v Chile jsou udávány výnosy 13–19 t/ha). I přes průměrnou plodnost jsou sklizně často redukovány, aby se zvýšila kvalita moštu a tím potažmo i kvalita produkovaných vín. Odrůda vyžaduje teplé a slunné polohy, není příliš náročná na půdu, hodí se pro většinu vedení, vhodné jsou delší tažně a podnože SO-4, T 5C, Cr 2, 125 AA.

### Fenologie
Vegetační cyklus trvá 125–150 dní při sumě aktivních teplot (SAT) od 2860 do 3500 °C (v podmínkách Krymského poloostrova). Rašení je středně pozdní, 5 dnů po Chasselas, doba květu je středně pozdní až pozdní, odrůda dozrává středně pozdně, koncem září až začátkem října, 20 dnů po Chasselas.

### Choroby a škůdci
Odolnost proti houbovým chorobám je průměrná, odrůda je citlivá zejména na napadení hroznů plísní šedou (Botrytis cinerea), což někdy bývá její předností. Má sklon tvořit cibéby, po napadení ušlechtilou plísní bobule zčervenají, slupka se zjemní, dužina se stane rozplývavou, později se objeví povlak plísně, bobule sesychají a hnědnou. V tomto případě mošt rychle ztrácí kyseliny. Ve vlhkém počasí jsou bobule často napadány také hnilobou.

## Víno

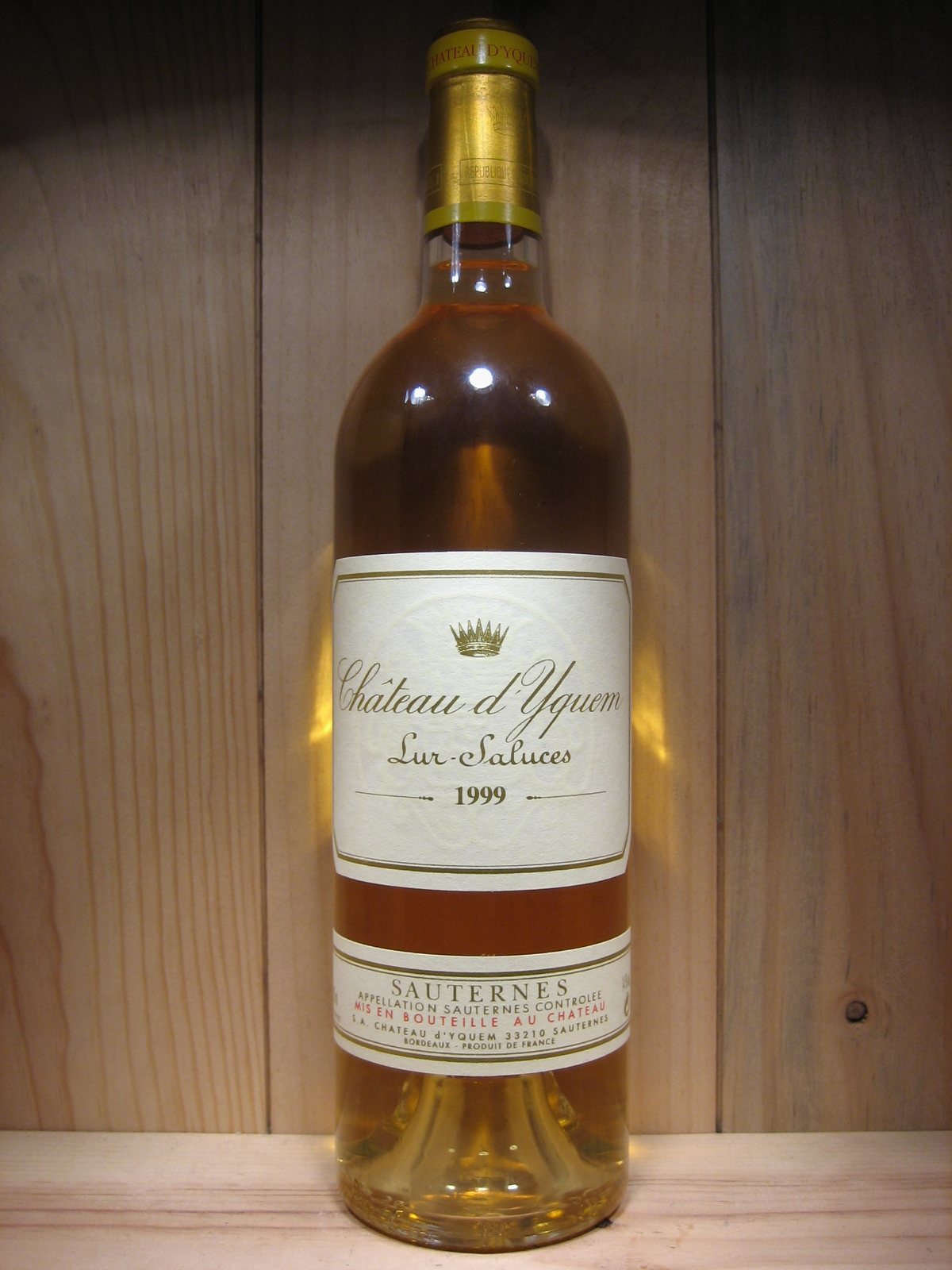
Château d'Yquem 1999

Klasická Sauternská vína obsahují kromě vysokého zbytku cukru též vyšší obsah glycerinu, což zvyšuje jejich viskozitu. Jsou tvořena asi z 80 % odrůdou Sémillon a z 20 % odrůdou Sauvignon, s malým přídavkem vína odrůdy Muscadelle. Postupně se při několikrát opakované sklizni sbírají bobule a části hroznů napadené plísní šedou. V oblastech s vysokou vzdušnou vlhkostí v noci a s vysokou teplotou ve dne se na hroznech zvolna rozšiřuje plíseň šedá a současně začínají některé bobule cibébovatět (tvořit hrozinky). Vysoce koncentrované mošty ztrácejí původní odrůdové aroma a působením plísně šedé v nich vzniká velké množství dalších aromatických látek. Někteří odborníci tvrdí, že aroma připomíná lanolin, ale protože čistý lanolin je ve skutečnosti bez zápachu, toto srovnání nám stěží sdělí něco o výrazném buketu vína. Meloun nebo fík je mnohem lepší srovnání, ale poměrně často se popisuje spíše vůně a vlastnosti botrytizovaných hroznů než samotného vína. Vína jsou bohatá, koncentrovaná, šťavnatá, sladká odrůdová chuť se mísí s aciditou Sauvignonu.
V Jižní Africe (oblast Greengrape), v Austrálii a v Bordeaux, v oblastech AOC Graves a Pessac-Léognan se z odrůdy vyrábějí hlavně pozoruhodná suchá, lehká vína výborné kvality (snad jim někdy poněkud schází acidita), zráním získávající příchuť opečeného toastu. Typická odrůdová vína jsou vysoké kvality, extraktivní, sladká, s jemným odrůdovým buketem, zdaleka nejsou tak aromatická, jako vína odrůdy Sauvignon. V chuti můžeme dále najít vosk, med, pomerančovou marmeládu, jablka, citrusy, meruňky, pražené mandle či oříšky, anděliku, lilie, skořici, vanilku, čerstvé máslo. V posledních letech se Sémillon též stal oblíbeným partnerem odrůdy Chardonnay, pro tato cuvée se ujal název „Semchard“.

### Multimédia
- Ing. Radek Sotolář : Multimediální atlas podnožových, moštových a stolních odrůd révy, Mendelova zemědělská a lesnická universita Brno, zahradnická fakulta v Lednici
- Martin Šimek : Encyklopédie všemožnejch odrůd révy vinné z celýho světa s přihlédnutím k těm, co již ouplně vymizely, 2008–2012